# Кудряшовский сельский совет (Кременский район)
Кудряшовский сельский совет (укр. Кудряшівська сільська рада) — входит в состав
Кременского района
Луганской области
Украины.

## Населённые пункты совета
- с. Кудряшовка
- с. Пивневое

## Адрес сельсовета
92931, Луганська обл., Кремінський р-н,
с. Кудряшівка, вул. Гагаріна; тел. 9-56-16 (укр.)